# Daniel Chambers Macreight
Daniel Chambers Macreight ( 1799 - 1856 ) fue un médico, y botánico irlandés. Se educó en su país natal, en el Trinity College de Dublín, donde obtuvo el grado de Doctor en Medicina, que luego revalidó, en Oxford. Se desarrolló en el Herbario de Augustin-Pyramus de Candolle, de Ginebra, a principios de los 1830s.
Fue miembro del "Real Colegio de Médicos de Glasgow".
Fue un prominente médico-botánico de los círculos de Londres. Macreight se retira en 1840, por una dolencia cardíaca, y se muda a Jersey (islas del Canal), donde fallece.

## Algunas publicaciones
- 1837. "Manual of the British flora, arranged according to the natural system of De Candolle". 296 pp. otro en línea

## Honores

### Eponimia
- (Ebenaceae) Macreightia A.DC.[2]
- La abreviatura «Macreight» se emplea para indicar a Daniel Chambers Macreight como autoridad en la descripción y clasificación científica de los vegetales.[3]